# Groupe D des éliminatoires de la Coupe d'Afrique des nations de football 2021
Navigation
Groupe C Groupe E
Le groupe D des éliminatoires de la Coupe d'Afrique des nations de football 2021 est une compétition qualificative pour la phase finale de la Coupe d'Afrique des nations de football 2021. Elle se déroule de novembre 2019 à novembre 2020. Ce groupe est composé de l'Angola, de la RD Congo, du Gabon et de la Gambie.

## Tirage au sort
Le tirage au sort se déroule le 18 juillet 2019 au Caire, pendant la CAN 2019. Les 51 sélections africaines sont classées dans cinq chapeaux selon leur classement FIFA.
Le tirage au sort désigne les équipes suivantes dans le groupe D :
- Chapeau 1 :  RD Congo (5e du classement CAF et 49e du classement FIFA)
- Chapeau 2 :  Gabon (19e du classement CAF et 89e du classement FIFA)
- Chapeau 3 :  Angola (32e du classement CAF et 123e du classement FIFA)
- Chapeau 5 :  Gambie (47e du classement CAF et 161e du classement FIFA)

## Résultats

### Classement
| Rang | Équipe   | Pts | J | G | N | P | Bp | Bc | Diff |  | Résultats (▼ dom., ► ext.) |     |     |     |     |
| ---- | -------- | --- | - | - | - | - | -- | -- | ---- |  | -------------------------- | --- | --- | --- | --- |
| 1    | Gambie   | 10  | 6 | 3 | 1 | 2 | 9  | 7  | +2   |  | Gambie                     |     | 2-1 | 2-2 | 1-0 |
| 2    | Gabon    | 10  | 6 | 3 | 1 | 2 | 8  | 6  | +2   |  | Gabon                      | 2-1 |     | 3-0 | 2-1 |
| 3    | RD Congo | 9   | 6 | 2 | 3 | 1 | 4  | 5  | -1   |  | RD Congo                   | 1-0 | 0-0 |     | 0-0 |
| 4    | Angola   | 3   | 6 | 1 | 1 | 4 | 4  | 7  | -3   |  | Angola                     | 1-3 | 2-0 | 0-1 |     |

### Matchs
| 1re journée                  | Angola     | 1 - 3   | Gambie                      | Stade national du 11-Novembre, Luanda |                         |
| 13 novembre 2019 20h00 UTC+1 | Eduardo 3e | (1 - 2) | 16e 17e Ceesay · 89e Marreh | Arbitrage : Osiase Koto               | Arbitrage : Osiase Koto |
| 13 novembre 2019 20h00 UTC+1 | Rapport    |         |                             | Arbitrage : Osiase Koto               | Arbitrage : Osiase Koto |

| 14 novembre 2019 | RD Congo | 0 - 0   | Gabon | Stade des Martyrs, Kinshasa     |                                 |
| 20h00 UTC+1      |          | (0 - 0) |       | Arbitrage : Hassan Mohamed Hagi | Arbitrage : Hassan Mohamed Hagi |
| 20h00 UTC+1      | Rapport  |         |       | Arbitrage : Hassan Mohamed Hagi | Arbitrage : Hassan Mohamed Hagi |

| 2e journée                   | Gabon                       | 2 - 1   | Angola   | Stade de Franceville, Franceville |                             |
| 17 novembre 2019 20:00 UTC+1 | Boupendza 27e · Bouanga 45e | (2 - 0) | 84e Yano | Arbitrage : Bernard Camille       | Arbitrage : Bernard Camille |
| 17 novembre 2019 20:00 UTC+1 | Rapport                     |         |          | Arbitrage : Bernard Camille       | Arbitrage : Bernard Camille |

| 18 novembre 2019 | Gambie                 | 2 - 2   | RD Congo                   | Independence Stadium, Bakau |                             |
| 16:00 UTC±0      | Jagne 52e · Jobe 90+2e | (0 - 1) | 45+3e Bakambu · 75e Muleka | Arbitrage : Norman Matemera | Arbitrage : Norman Matemera |
| 16:00 UTC±0      | Rapport                |         |                            | Arbitrage : Norman Matemera | Arbitrage : Norman Matemera |

| 3e journée                   | Gabon                       | 2 - 1   | Gambie   | Stade de Franceville, Franceville |                              |
| 12 novembre 2020 20:00 UTC+1 | Bouanga 8e · Aubameyang 55e | (1 - 0) | 81e Jobe | Arbitrage : Kouassi Attiogbe      | Arbitrage : Kouassi Attiogbe |
| 12 novembre 2020 20:00 UTC+1 | Rapport                     |         |          | Arbitrage : Kouassi Attiogbe      | Arbitrage : Kouassi Attiogbe |

| 14 novembre 2020 | RD Congo | 0 - 0   | Angola | Stade des Martyrs, Kinshasa |                         |
| 20:00 UTC+1      |          | (0 - 0) |        | Arbitrage : Sadok Selmi     | Arbitrage : Sadok Selmi |
| 20:00 UTC+1      | Rapport  |         |        | Arbitrage : Sadok Selmi     | Arbitrage : Sadok Selmi |

| 4e journée                   | Gambie                        | 2 - 1   | Gabon            | Independence Stadium, Bakau           |                                       |
| 16 novembre 2020 16:00 UTC±0 | Mo.Barrow 49e · Mu.Barrow 79e | (0 - 0) | 89e Ecuele Manga | Arbitrage : Pacifique Ndabihawenimana | Arbitrage : Pacifique Ndabihawenimana |
| 16 novembre 2020 16:00 UTC±0 | Rapport                       |         |                  | Arbitrage : Pacifique Ndabihawenimana | Arbitrage : Pacifique Ndabihawenimana |

| 17 novembre 2020 | Angola  | 0 - 1   | RD Congo   | Stade national du 11-Novembre, Luanda |                          |
| 20:00 UTC+1      |         | (0 - 0) | 64e Kebano | Arbitrage : Victor Gomes              | Arbitrage : Victor Gomes |
| 20:00 UTC+1      | Rapport |         |            | Arbitrage : Victor Gomes              | Arbitrage : Victor Gomes |

| 5e journée               | Gabon                                        | 3 - 0   | RD Congo | Stade d'Angondjé, Libreville |                           |
| 25 mars 2021 17:00 UTC+1 | Boupendza 44e · Bouanga 72e · Aubameyang 86e | (1 - 0) |          | Arbitrage : Janny Sikazwe    | Arbitrage : Janny Sikazwe |
| 25 mars 2021 17:00 UTC+1 | Rapport                                      |         |          | Arbitrage : Janny Sikazwe    | Arbitrage : Janny Sikazwe |

| 24 mars 2021 | Gambie     | 1 - 0   | Angola | Independence Stadium, Bakau     |                                 |
| 16:00 UTC±0  | Ceesay 62e | (0 - 0) |        | Arbitrage : Adissa Abdul Ligali | Arbitrage : Adissa Abdul Ligali |
| 16:00 UTC±0  | Rapport    |         |        | Arbitrage : Adissa Abdul Ligali | Arbitrage : Adissa Abdul Ligali |

| 6e journée               | RD Congo             | 1 - 0   | Gambie | Stade des Martyrs, Kinshasa   |                               |
| 29 mars 2021 17:00 UTC+1 | Kasengu 45+2e (pen.) | (1 - 0) |        | Arbitrage : Amin Mohamed Omar | Arbitrage : Amin Mohamed Omar |
| 29 mars 2021 17:00 UTC+1 | Rapport              |         |        | Arbitrage : Amin Mohamed Omar | Arbitrage : Amin Mohamed Omar |

| 29 mars 2021 | Angola                 | 2 - 0   | Gabon | Stade national d'Ombaka, Benguela |                          |
| 17:00 UTC+1  | Show 63e · Augusto 69e | (0 - 0) |       | Arbitrage : Gehad Grisha          | Arbitrage : Gehad Grisha |
| 17:00 UTC+1  | Rapport                |         |       | Arbitrage : Gehad Grisha          | Arbitrage : Gehad Grisha |

## Liste des buteurs
3 buts    
- Denis Bouanga
- Assan Ceesay

2 buts   
- Bubacarr Jobe
- Aaron Boupendza
- Pierre-Emerick Aubameyang

1 but  
| - Loide Augusto - Wilson Eduardo - Yano - Show - Cédric Bakambu - Jackson Muleka - Neeskens Kebano | - Francis Kazadi - Bruno Ecuele Manga - Modou Barrow - Pa Modou Jagne - Musa Barrow - Sulayman Marreh |